# Igor Borissowitsch Skljar

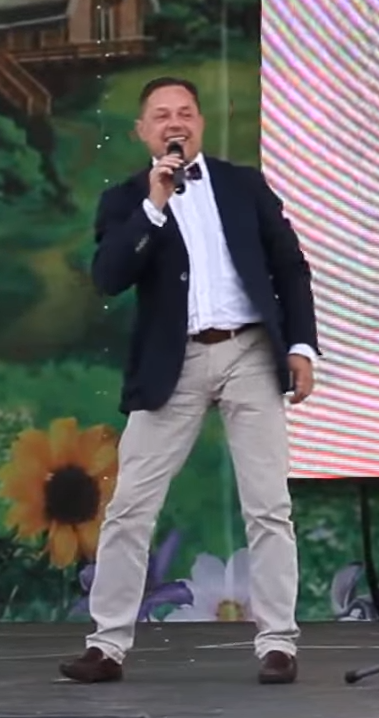
Igor Borissowitsch Skljar, 2013

Igor Borissowitsch Skljar (russisch Игорь Борисович Скляр, wiss. Transliteration Igor Borisovič Skljar; * 18. Dezember 1957 in Kursk, RSFSR, Sowjetunion) ist ein russischer Theater- und Filmschauspieler.

## Leben
Skljars Eltern waren als Ingenieure tätig. Er besuchte eine Musikschule mit der Absicht, Musiker zu werden, entschied sich aber dazu, Schauspieler zu werden. Nach seinem Schulabschluss 1975 bewarb er sich bei mehreren Universitäten, bekam aber Absagen. Am Leningrader Institut für Theater, Musik und Kinematographie wurde er schließlich angenommen, das er 1979 erfolgreich abschloss. Bis 1980 war er am Tomsker Jugendtheater tätig. Von 1983 bis 2000 war er Schauspieler des Leningrader Maly-Dramatheaters. Seit 2006 arbeitete er im Theater NIKART, im selben Jahr wurde er in das Ensemble des Theaterfestivals Baltic House aufgenommen. Seit 2015 tritt er auf der Bühne des Moskauer Sovremennik-Theaters auf.
Seit den 1970er Jahren ist er als Filmschauspieler tätig. Er übernahm größere Serienrollen 2011 in M.U.R, von 2017 bis 2019 in The Rise of Catherine the Great und 2019 außerdem in Ekaterina. Impostors.
Er ist mit der Schauspielerin Natalja Walentinowna Akimowa verheiratet. 1991 kam ein gemeinsamer Sohn zur Welt.

## Filmografie
- 1974: Sea Cadet of Northern Fleet (Yunga Severnogo flota/Юнга северного флота)
- 1976: Town People (Gorozhane/Горожане)
- 1980: Only in the Music Hall (Tolko v myusik-kholle/Только в мюзик-холле) (Fernsehfilm)
- 1981: Take Care of the Women! (Beregite zhenshchin!/Берегите женщин) (Fernsehfilm)
- 1983: Wir vom Jazz (My iz dzhaza/Мы из джаза)
- 1983: Anna Pawlowa – Ein Leben für den Tanz (Анна Павлова)
- 1984: Die Sanduhr (Pesochnye chasy/Песочные часы)
- 1984: Kindergarten (Detskiy sad/Детский сад)
- 1985: Maritsa (Марица) (Fernsehfilm)
- 1985: Bataillone bitten um Feuer (Batalyony prosyat ognya/Батальоны просят огня) (Mini-Serie)
- 1986: Feat of Odessa (Podvig Odessy/Подвиг Одессы)
- 1986: Start All Over Again (Nachni snachala/Начни сначала)
- 1986: Mister Perrichon's Trip (Puteshestviye gospodina Perrishona/Путешествие мсье Перришона)
- 1986: The Victims Have No Grievance (Postradavshie pretenziy ne imeyut/Потерпевшие претензий не имеют)
- 1986: Komendant Pushkin (Комендант Пушкин) (Fernsehfilm)
- 1988: Uznik zamka If (Узник замка Иф) (Mini-Serie)
- 1988: Frenchman (Frantsuz/Француз)
- 1990: Imitator (Имитатор)
- 1992: Tartuffe (Tartyuf/Тартюф) (Fernsehfilm)
- 1994: Das Jahr des Hundes (God sobaki/Год собаки)
- 1994: Agnes Dei (Агнус Дей)
- 1997: Zvyozdnaya noch v Kamergerskom (Звёздная ночь в Камергерском) (Fernsehfilm)
- 1998: Deti ponedelnika (Дети понедельника)
- 1999: Tørst – Framtidens forbrytelser
- 2000: Die Romanows: Eine gekrönte Familie (Romanovy: Ventsenosnaya semya/Романовы. Венценосная семья)
- 2004: Moskovskaya saga (Московская сага) (Fernsehserie)
- 2005: The Fall of the Empire (Gibel imperii/Гибель империи) (Mini-Serie, Episode 1x05)
- 2005: Red Sky, Black Snow (Krasnoe nebo. Chyornyy sneg/Красное небо. Черный снег)
- 2005: The Realtor (Rieltor/Риелтор) (Fernsehserie)
- 2005: Vsyo zoloto mira (Всё золото мира) (Mini-Serie, 5 Episoden)
- 2006: The First Circle (V kruge pervom/В круге первом) (Mini-Serie, 10 Episoden)
- 2006: Vy ne ostavite menya (Вы не оставите меня)
- 2007: The Saboteur 2: The End of the War (Diversant 2: Konets voyny/Диверсант 2: Конец войны) (Mini-Serie, 10 Episoden)
- 2008: Khranit vechno (Хранить вечно)
- 2008: Pro lyubov (Про любовь) (Fernsehserie)
- 2009: Gamers. In Search of the Target (Na igre/На игре)
- 2009: Tretego ne dano (Третьего не дано) (Mini-Serie, 4 Episoden)
- 2010: Hooked on the Game 2. The Next Level (Na igre 2. Novyy uroven/На игре 2. Новый уровень)
- 2010: Geheimcode Wolfsjagd (Tertium non datur/Третьего не дано)
- 2011: 'Kedr' pronzaet nebo ('Кедр' пронзает небо)
- 2011: Robinzon (Робинзон) (Mini-Serie)
- 2011: M.U.R (МУР: Московский уголовный розыск) (Fernsehserie, 20 Episoden)
- 2012: Leto volkov (Лето волков) (Mini-Serie, 4 Episoden)
- 2012: Podzemnyy perekhod (Fernsehserie)
- 2012: Otryv (Отрыв) (Fernsehserie)
- 2013: Vsyo nachalos v Kharbine (Bсе началось в Харбине) (Mini-Serie, 8 Episoden)
- 2013: Sherlock Holmes (Sherlok Kholms/Шерлок Холмс) (Fernsehserie, Episode 1x02)
- 2013: Courier from 'Paradise' (Kurer iz ‘Raya‘/Курьер из 'Рая')
- 2013: Ukhodyashchaya natura (Уходящая натура) (Fernsehserie)
- 2014: Semeynyy albom (Семейный альбом) (Fernsehserie, 14 Episoden)
- 2016: Nauchi menya zhit (Научи меня жить) (Mini-Serie)
- 2017–2019: The Rise of Catherine the Great (Ekaterina/Екатерина) (Fernsehserie, 12 Episoden)
- 2018: Grenzgänger – Zwischen den Zeiten (Rubezh/Рубеж)
- 2019: Ekaterina. Impostors. (Екатерина. Самозванцы) (Fernsehserie, 16 Episoden)
- 2020: About Vera (Pro Veru/Про Веру) (Fernsehserie, 5 Episoden)